# Liptovské Beharovce
Liptovské Beharovce (węg. Behárfalu) – wieś (obec) na Słowacji, położona w regionie Liptów, w kraju żylińskim, w powiecie Liptowski Mikułasz. Jej starostą jest Jozef Malý.
Pierwsza pisemna wzmianka o wsi pochodzi z 1295 roku, w której została wymieniona pod nazwą Behar.
Znajduje się w odległości 7 km od miasta Liptowski Mikułasz.

## Galeria

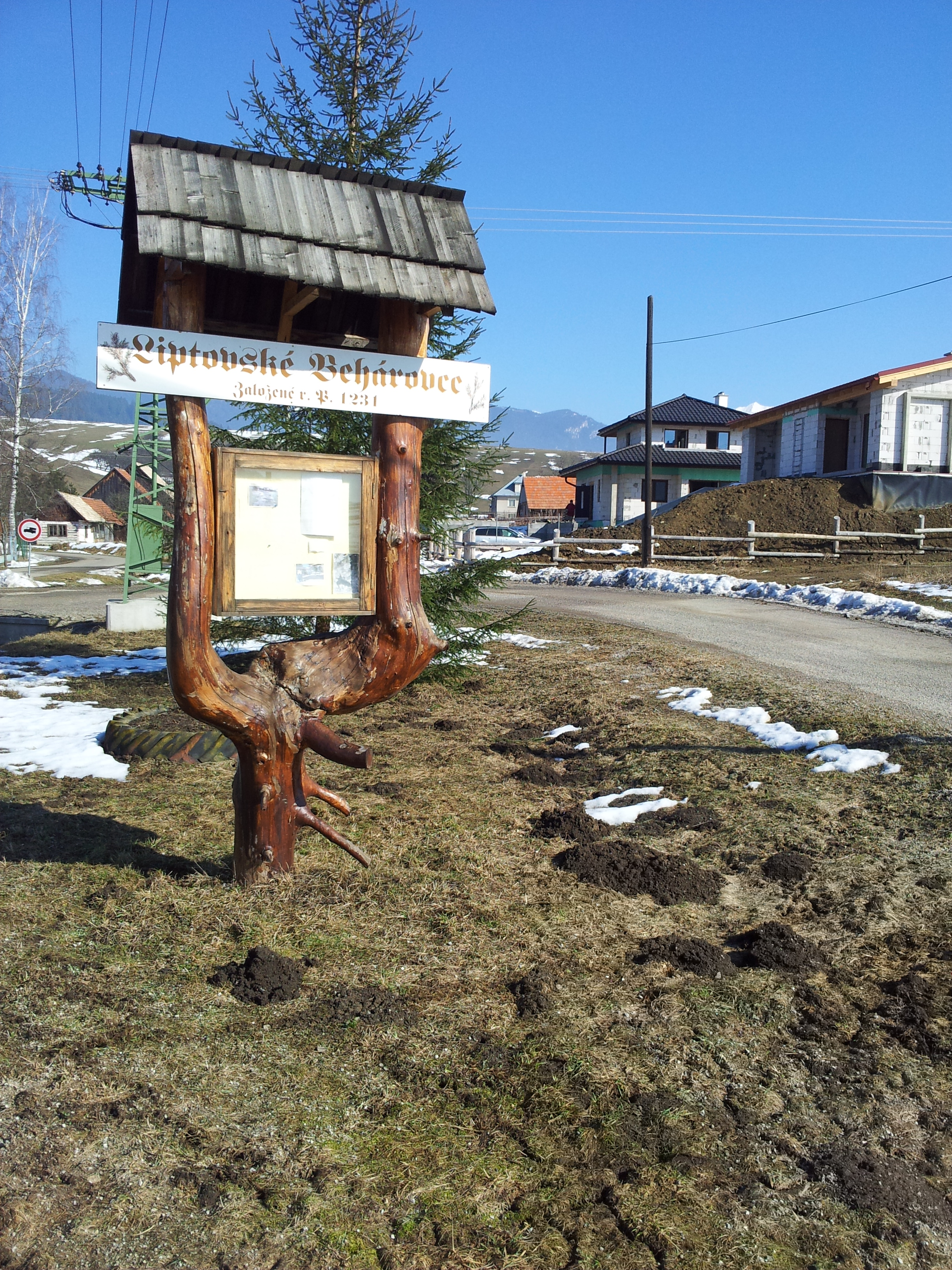
Drewniany znak znajdujący się przy wjeździe do miejscowości
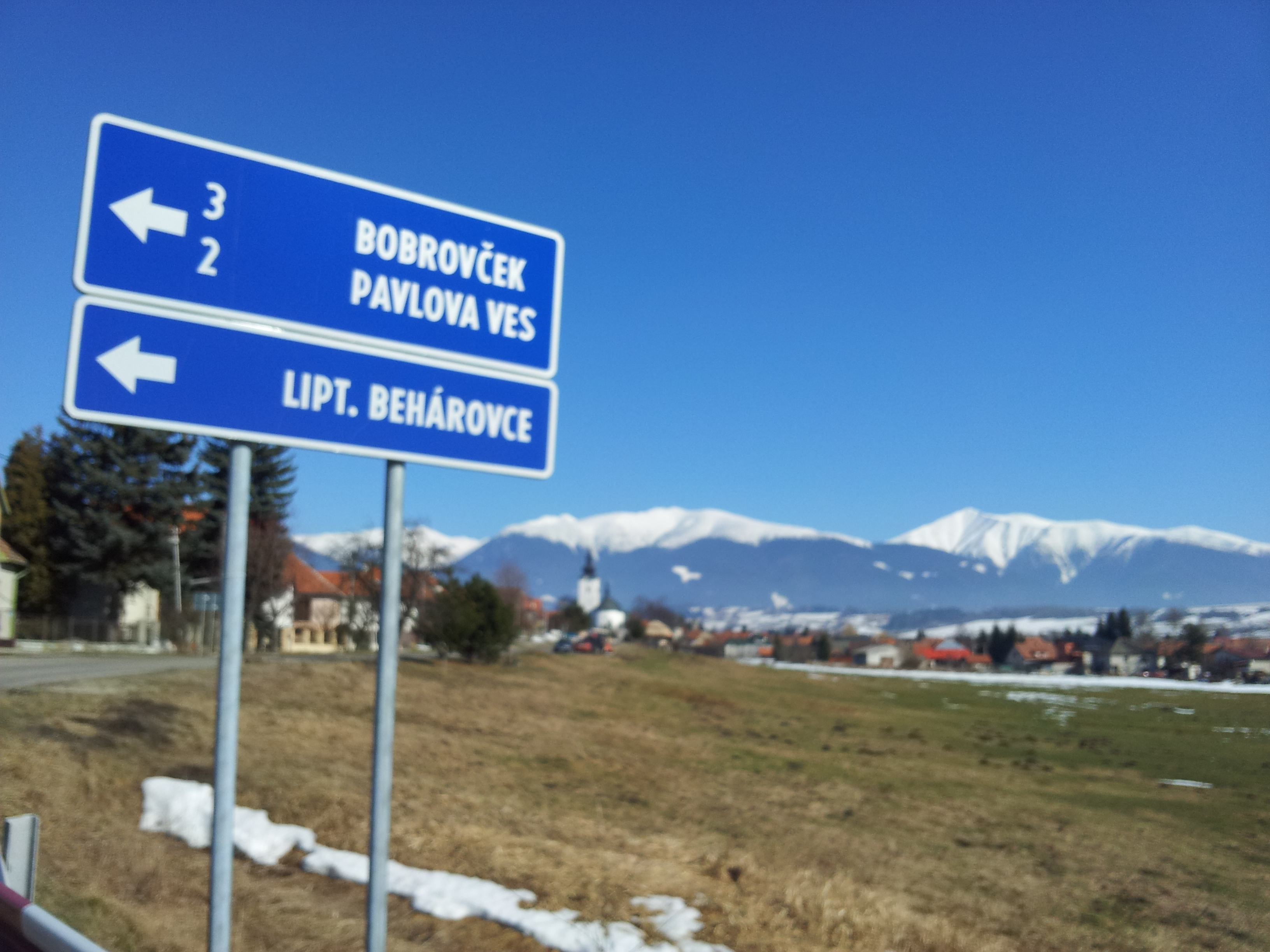
Znak wskazujący drogę do miejscowości, na trasie Liptowski Mikułasz – Bobrowiec